# 巴布亞新畿內亞歷史
巴布亚新几内亚历史可以追溯到60000年前。有书面记载的历史是16世纪欧洲远望新几内亚岛。

## 史前
史前的历史显示人类在60000年前抵达今巴布亚新几内亚。他们可能在冰河时期从东南亚而来。尽管最早的居民是猎人和采集者，但是早期的证据显示他们设法种植而提供食物。

## 欧洲人的接触
在欧洲人第一次抵达时，新几内亚和附近岛屿的居民依旧在使用骨头，木材和石头作为工具。在16世纪早期，可能是葡萄牙人或者西班牙人最早远望了新几内亚岛。在1526-1527年，葡萄牙探险家乔治·梅内塞斯偶然来到主岛。他以巴布亚命名此岛。

## 巴布亚领土
1883年，昆士兰殖民地企图合并新几内亚南部大半，但没有得到英国的同意。然而此时，德国正在开始在北部进行殖民活动。1888年9月4日，南部建立英属新几内亚。1905年，英属新几内亚成为巴布亚领地。1906年开始由澳大利亚进行管理。

## 德属新几内亚
1884年，德意志帝国正式占据北部领土。1899年，德国直接控制这块领土，并将行政权置于特许的贸易公司，称为德属新几内亚公司。1885年5月，德意志帝国政府颁布宪章中给与此公司权力，使得它在领土和未被占据的土地上以政府的名义行使主权，并能够直接与当地居民进行“协商”。外交权力仍有德国政府保留。1899年，德国政府直接控制此地区，称为德属新几内亚。
新几内亚实质是一个商业企业。成千个当地工人被雇用成为廉价的可可和椰子种植园劳力。1899年，德国政府从柏林的新几内亚公司取得直接控制权。当地教育由传教团接管。1914年，第一次世界大战爆发，澳大利亚控制了殖民地。

## 新几内亚领土
1920年，国际联盟委任澳大利亚管理新几内亚领地。澳大利亚开始管理此地直到1941年12月日本侵入。

## 第二次世界大战
在太平洋战争爆发后不久，新几内亚岛遭到日本入侵。西巴布亚大部分被日军占领。
在第二次世界大战期间，澳大利亚军队和日军在新几内亚进行比较大的战斗，直至1945年日本投降。

## 巴布亚和新几内亚自治领
第二次世界大战之后，巴布亚和新几内亚恢复原来的委任统治，之后并且成为了自治领。

## 独立
1972年的选举形成了以首席部长迈克尔·索马雷的政府，他承诺将领导国家走向自治并最终独立。1973年12月1日，自治政府成立。1975年9月16日，巴布亚和新几内亚获得独立。